# Calathella dichroa
Calathella dichroa är en svampart som först beskrevs av W.B. Cooke, och fick sitt nu gällande namn av Agerer 1983. Calathella dichroa ingår i släktet Calathella och familjen Marasmiaceae.   Inga underarter finns listade i Catalogue of Life.